# Criminal Minds (10.ª temporada)
A décima temporada de Criminal Minds estreou na CBS em 1 de outubro de 2014. A série foi oficialmente renovada para uma décima temporada em 13 de março de 2014.É composta por 23 episódios. Esta temporada apresenta Jennifer Love Hewitt interpretando uma agente disfarçada que se junta ao BAU.O episódio 19 foi um episódio piloto para a série spin-off Criminal Minds: Beyond Borders.

## Elenco
Todo o elenco principal retornou para a temporada, exceto Jeanne Tripplehorn ( Alex Blake ), que deixou o show no final da nona temporada. Em 1º de julho de 2014, foi anunciado que Jennifer Love Hewitt se juntaria ao programa como regular da série, interpretando Kate Callahan, uma ex-agente disfarçada do FBI cujo trabalho excepcional lhe rende um emprego na Unidade de Análise Comportamental.

### Principal
- Joe Mantegna como Agente Especial de Supervisão David Rossi (Agente Sênior da BAU);
- Shemar Moore como Agente Especial de Supervisão Derek Morgan (Agente BAU);
- Matthew Gray Gubler como Agente Especial de Supervisão Dr. Spencer Reid (Agente BAU);
- A. J. Cook como Agente Especial de Supervisão Jennifer "JJ" Jareau (Agente BAU);
- Kirsten Vangsness como Analista Técnica Penelope Garcia (Analista Técnica BAU e Ligação de Co-Comunicação);
- Jennifer Love Hewitt como Agente Especial Supervisora Kate Callahan (Agente BAU);
- Thomas Gibson como Agente Especial de Supervisão Aaron "Hotch" Hotchner (Chefe da Unidade BAU e Ligação de Co-Comunicação).

### Estrelas Convidadas Especiais
- Gary Sinise como Agente Especial de Supervisão do FBI Jack Garrett (Chefe da Unidade IRT);
- Anna Gunn como agente especial do FBI Lily Lambert;
- Daniel Henney como Agente Especial de Supervisão Matthew "Matt" Simmons (Agente BAU);
- Tyler James Williams como Russ "Monty" Montgomery;
- Edward Asner como Roy Brooks;
- Jimmy O. Yang como Nathan Chow.

### Recorrente
- Hailey Sole como Meg Callahan;
- Taylor Mosby como Markayla Davis;
- Rochelle Aytes como Savannah Hayes;
- Greg Grunberg como Chris Callahan;
- Cade Owens como Jack Hotchner;
- Amber Stevens como Joy Struthers;
- Mekhai Andersen como Henry LaMontagne;
- Nicholas Brendon como Kevin Lynch;
- Bodhi Elfman como Peter Lewis / Sr. Scratch;
- Esai Morales como Agente Especial Supervisor Mateo "Matt" Cruz (Chefe da Seção BAU).